# 고등가라지

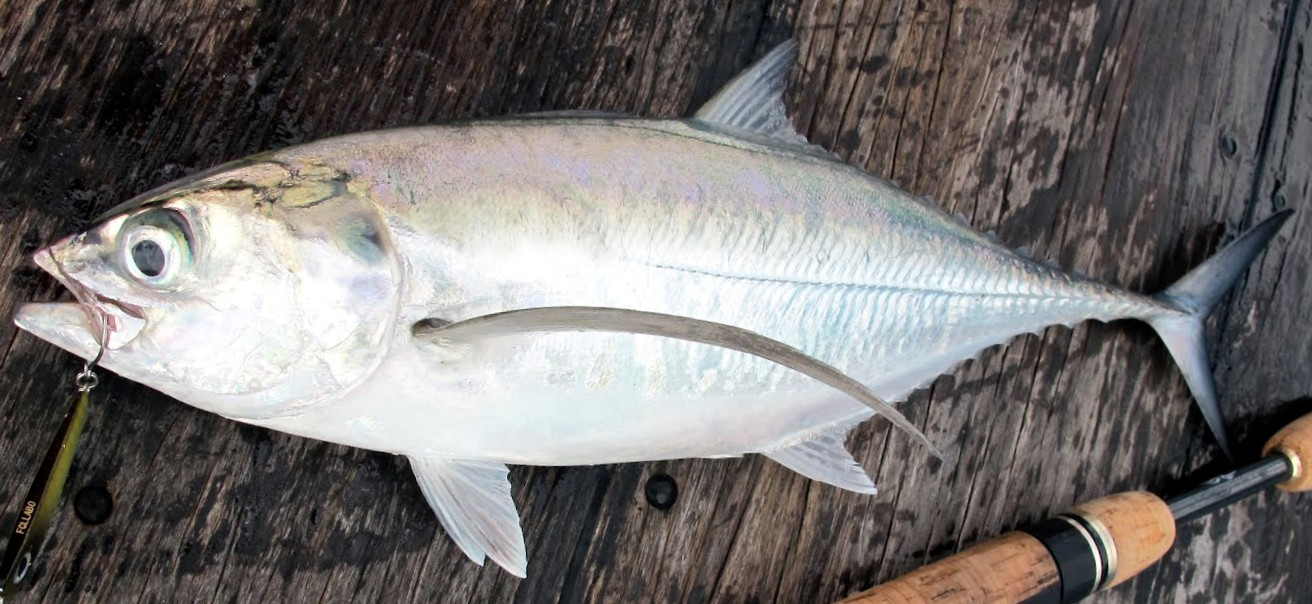

고등가라지(학명:Megalaspis cordyla)는 전갱이목 전갱이과에 속하는 물고기이다. 몸길이는 50~80cm로서 중형인 물고기에 속한다.

## 특징과 먹이
고등가라지는 몸이 길고 방추형이며 몸의 대부분이 밝은 은색을 띄는 물고기이다. 몸의 측선이 되는 옆줄은 아가미의 부근에서 꼬리지느러미까지 길게 선명히 나있으며 눈이 크고 기름눈꺼풀이 잘 발달되어 있다. 위턱과 아래턱에는 작고 날카로운 이빨들이 줄지어 나있으며 가슴지느러미가 매우 길다랗게 튀어 나와있고 몸의 전체가 대부분은 밝은 은색을 띄고 있지만 꼬리지느러미의 끝부분은 검은색을 띄고 있다. 먹이로는 멸치, 청어, 정어리와 같은 작은 물고기, 갑각류와 오징어와 같은 두족류, 요각류를 주로 잡아먹는 육식성물고기에 속한다.

## 서식지와 어획
고등가라지의 주요한 서식지는 서부 태평양과 인도양이며 남아프리카 공화국에서부터 시작해 통가, 호주, 일본에 이르는 지역에 매우 광범위하게 서식하고 있다. 수심 40~150m의 연안에서 주로 서식하는 표해수대의 어류이다. 산란기는 3월~7월의 봄과 여름이 되며 알을 낳으면 해수면 위로 뜨게 된다. 고등가라지는 식용으로도 사용이 되는 어종이고 주로 회, 초밥, 매운탕 등의 요리들로 많이 먹는다.

## 같이 보기
- 전갱이목
- 전갱이과